# 小行星4284
小行星4284（英語：4284 Kaho）是一颗围绕太阳公转的小行星。1988年3月16日，上田清二、金田宏在钏路市发现了此天体。
这颗小行星的绝对星等为168.0625425151404等。